# Kervenheim
Kervenheim bildet zusammen mit Kervendonk eine Ortschaft der Stadt Kevelaer, Kreis Kleve (Nordrhein-Westfalen) mit 2.189 Einwohnern (Stand Dezember 2023). Kervenheim hatte ursprünglich Stadtrechte, die bereits für das Jahr 1322 urkundlich nachweisbar sind, jedoch in der napoleonischen Zeit wieder verloren gingen. Der Ort hatte ursprünglich nur eine Fläche von 11 ha welche sich später durch Gebietsabtretungen der Landgemeinde Kervendonk auf 45 ha vergrößerte. Die heutige Ortschaft Kervenheim hat eine Fläche von 15,55 km².

## Überblick
Gute Erreichbarkeit bietet die nahe gelegene Abfahrt von der A 57. Von dort aus führen Straßen über Schloss Wissen nach Kevelaer und Weeze sowie dem dortigen Flughafen Niederrhein.
Jungen Familien bietet Kervenheim neben Wohnbaumöglichkeiten sowohl einen kirchlich getragenen Kindergarten (St. Antonius), als auch eine Bekenntnisgrundschule (St. Norbert). Bei der Lernstandserhebung 2008 des NRW-Ministeriums zählte die St.-Norbert-Grundschule unter Berücksichtigung der Standortbedingungen beim Deutsch-Unterricht zu den 40 besten Schulen in NRW.
Touristisch liegt das Dorf Kervenheim an der Niederrhein-Route, deren Verbindungsweg Nr. 15 Wanderer und Radfahrer von der Stadt Kevelaer über  Wirtschaftswege durch die Bauerschaft Kervendonk vorbei an einem Feriendorf, mit vorgelagerten Landhotel, bis nach Uedem leitet. Urlauber nutzen ebenso die niederrheinische Herrensitz-Route, die zu der im Dorfkern von Kervenheim gelegenen Burg Kervendonk führt. Der Namenszusatz „-donk“ kennzeichnet die Lage dieser Burg auf einem leichten Erdrücken in niedrigerer Umgebung.
Den historischen Hintergrund des Dorfes bildet diese 1270 erstmals urkundlich nachgewiesene Burg. Der Historische Verein Geldern zählt sie zu den ältesten Burganlagen am Niederrhein. Ihretwegen erlangte Kervenheim einst Stadtrechte, Anfang des 14. Jahrhunderts, die der Ort jedoch in der Zeit der französischen Besatzung zum Ende des 18. Jahrhunderts wieder verlor.
Überregionale Bedeutung hatte das erstmals 1733 urkundlich erwähnte, im Gulfhaus-Stil errichtete Potthaus. Es diente als Töpferei, in der hochwertige Keramiken hergestellt wurden. Seit den 1870er Jahren bis 1985 war ein erheblicher Teil der Bevölkerung in der Schuhfabrikation tätig (insb. „Niederrheinische Schuhfabrik Kervenheim“), die seit der Industrialisierung bis zur Mitte des 20. Jahrhunderts ein häufig am Niederrhein aufzufindender Erwerbszweig war. Auf 1386 lautet ein erster Nachweis des Vogelsangshofes, auf dem nunmehr seit 1946 eine beachtliche Trakehner-Zucht erfolgt. Im Jahr 2003 erhielt Kervenheim beim Landeswettbewerb Unser Dorf soll schöner werden eine Bronze-Plakette und 2006 eine Silber-Plakette.

## Geschichte
Kervenheim, 1270 erstmals urkundlich erwähnt als „Keruenhem“, gehörte zum Herzogtum Kleve und wurde durch einen klevischen Adelssitz (Haus beziehungsweise Burg Kervendonk) an der Südgrenze des Herzogtums dominiert.

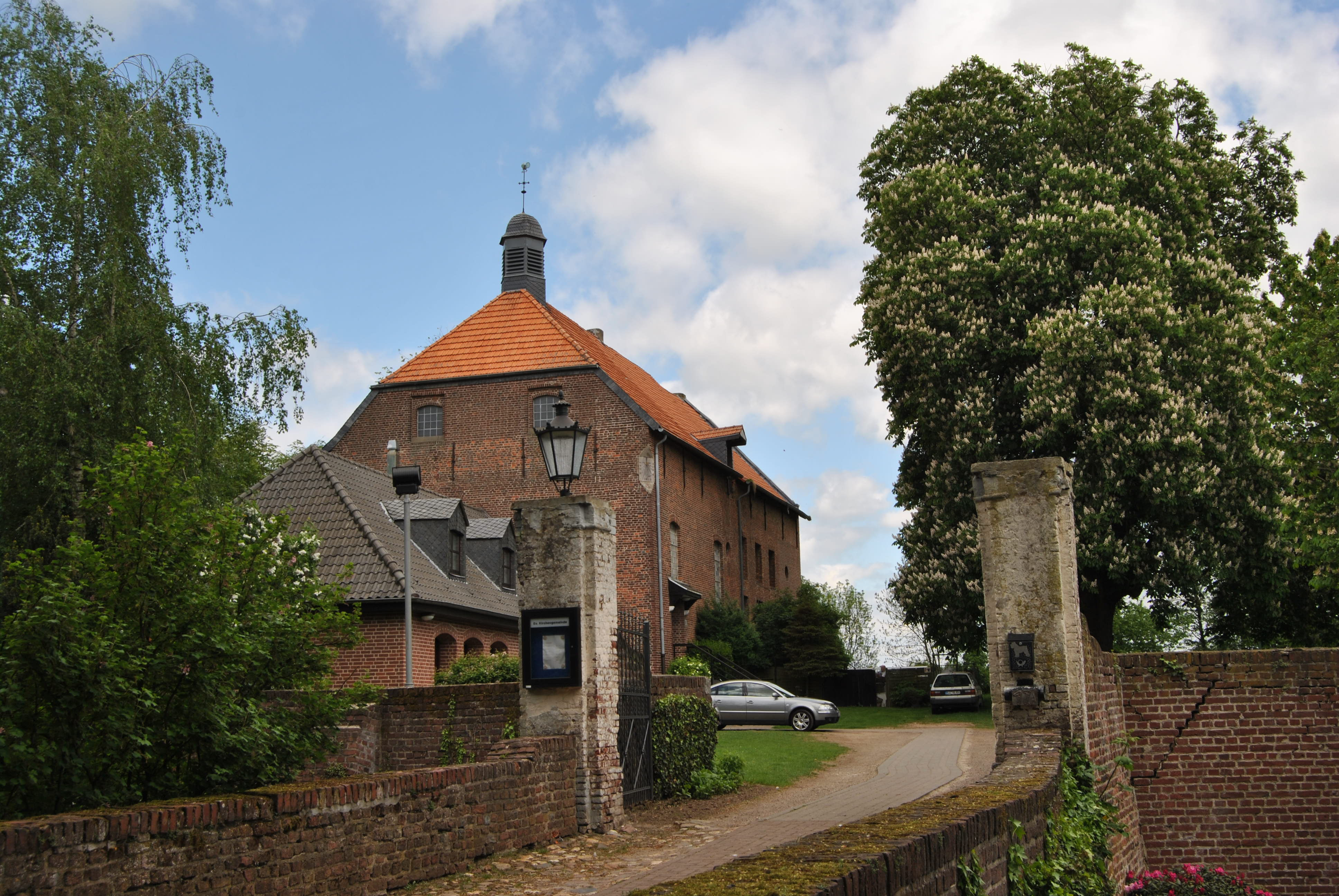
Burg Kervenheim (2012)

Der Siedlungskern des Dorfes stand in enger Beziehung zur Burg. Bildnisse zeugen von einem Bauwerk stattlicher Größe, dessen vier Ecken jeweils durch runde Türme geschützt waren. Ein Stadtbrand 1757 sowie intensive Kampfhandlungen 1945 führten zu weitreichenden Zerstörungen. Heute ist nur noch der Nordflügel mit Burgkapelle erhalten, welcher heute in Trägerschaft der evangelischen Kirchengemeinde Weeze-Kervenheim die evangelische Kapelle beherbergt.
Eine eigene katholische Pfarrkirche erhielt Kervenheim erst im 16. Jahrhundert, obwohl die Pfarrei schon 1445 (während einer Blütezeit der Gemeinde) verselbständigt wurde.
Kervenheim war zwar namensgebend für die 1816 entstandene preußische Bürgermeisterei Kervenheim (mit den Gemeinden Kervenheim, Kervendonk und Winnekendonk), Hauptverwaltungsort war aber ab 1853 Winnekendonk. Bemerkenswert ist, dass die Bauerschaft rund um das Dorf Kervenheim bis 1969 eine eigene Gemeinde Kervendonk bildete. Vermutlich respektierte die preußische Regierung, dass „ländliche“ wie „dörfliche“ Bürgerschaft eine je eigene Vertretung für erforderlich erachteten.
Am 28. Februar und 1. März 1945 gab es blutige Kämpfe in und um Kervenheim (Fallschirmjäger der Wehrmacht gegen britische Truppen). Am 2. März zogen sich die restlichen Fallschirmjäger zurück.
Durch zahlreiche Neubauten nach dem Krieg wuchs Kervenheim allmählich auf das Kervendonker Gebiet. Die Führung dieses dreigliedrigen Gemeindeverbundes lag von 1949 bis zur kommunalen Neugliederung (Gebietsreform) 1969 in den Händen von Amtsdirektor August Wormland und Amtsbürgermeister Wilhelm Wehren (CDU). Am 1. Juli 1969 wurde Kervenheim in die Stadt Kevelaer eingegliedert.

### Wappen und Banner
| Wappen der ehemaligen Gemeinde Kervenheim, Kreis Geldern | Blasonierung: „In Gold (Gelb) ein roter geflügelter Widder mit einfach geschweiften Hörnern über grünem Schildfuß.“ |

Banner der ehemaligen Gemeinde Kervenheim

| Wappen der ehemaligen Gemeinde Kervenheim, Kreis Geldern | Wappenbegründung: Das von Walther Bergmann entworfene Wappen wurde am 22. April 1965 vom nordrhein-westfälischen Innenminister genehmigt. Ein eindeutiger Nachweis über die tatsächliche Herkunft des Wappentieres liegt bis heute nicht vor. Es geht auf ein Stadtsiegel des Jahres 1791 zurück. Möglicherweise ist es vom Wappen der Herren von Hertefeld abgeleitet, die in Kervendonk eine Burg besaßen. Banner: „Das Banner zeigt auf einer gelben von zwei roten Seitenstreifen im Verhältnis 1:7:1 begleiteten Bahn über die Mitte nach oben geschoben das Wappen der Gemeinde.“ |

## Wirtschaft
Im 18. Jahrhundert war in Kervenheim die regional bedeutende Töpferei „Potthaus“ ansässig. 1846 begann die Warmblutzucht auf dem Vogelsangshof, die weithin die Trakehner- und die Rheinische Pferdezucht prägte. Im 19. Jahrhundert siedelten sich mehrere kleine Schuhfabriken an (1876: Fa. Joh. Heinr. Wehren („Wehren-Baas“), heute: Uedemer Str. 6; 1885 Joh. Wehren (jun.) in der „Suppenanstalt“ (abgerissen; Ecke Wallstr./Murmannstr.): Diese Fabrik übernahm seit 1891 Fa. Micheel, Neubau 1892–94 Uedemer Str. 7). Seither der größte Betrieb, wurde die Niederrheinische Schuhfabrik, nach mehreren Besitzerwechseln, im Jahr 1936 von den Schuhfabrikanten Otterbeck aus Mülheim an der Ruhr übernommen (vgl. OTTER-Schuhe). Wilhelm Otterbeck entschloss sich 1946 für den Wiederaufbau des kriegszerstörten Betriebes, der bis Mai 1985 produzierte; seit 1987: Polsterwerk Martens (gegr. 1939 in Kevelaer). Heute sind in Kervenheim überdies einige Handwerksbetriebe und kleinere Unternehmen angesiedelt, ohne dass noch ein dominanter Erwerbszweig besteht.

## Bürgermeister und Ortsvorsteher von Kervenheim
- 1812–1849: Bürgermeister Eberhardt Gerdts (Erbauer der Gerdts-Straße)
- [wird fortgesetzt]
- 1900–1934: Amtsbürgermeister Karl Heinrich Janssen
- 1946(?)–1969: Amtsbürgermeister Wilhelm Wehren (CDU)

### Gemeindebürgermeister
- 1945–1946(?): Heinrich Deckers (von der brit. Militärverwaltung eingesetzt)
- 1946(?)–1952: Viktor Francken
- 1952–1953: Bürgermeister Wilhelm Otterbeck (CDU)
- 1953–1969: Theo Kothes (CDU)

### Ortsvorsteher
- 1969–1979 Ortsvorsteher Josef Schäfer (CDU)
- 1979–1984 Theo Kothes (CDU)
- 1984–1989 Alfons Horlemann (CDU)
- 1989–1999 Marianne Janssen (SPD)
- 1999–2004 Sigrid Ehrentraut (SPD)
- 2004–2014 Ernst Umbach (bis 2009 CDU, dann UWU)
- seit 2014 Martin Brandts (CDU)